# Luther Henderson
Luther Henderson (Kansas City, 14 maart 1919 - New York, 29 juli 2003) was een Amerikaanse componist en arrangeur, orkestrator en pianist, vooral bekend om zijn bijdragen aan Broadway-musicals. 
Hij was ook jarenlang arrangeur voor Canadian Brass, een in 1970 geformeerd Canadees blazerskwintet.

## Biografie
Henderson verhuisde in 1923 op vierjarige leeftijd naar het Sugar Hill-gedeelte van Harlem, waar ze gingen wonen in de buurt van Duke Ellington. Na een korte studie wiskunde aan het City College van New York, schreef hij zich in aan de Juilliard School of Music, waar hij in 1942 een bachelor of science behaalde.
Henderson werd tijdens de Tweede Wereldoorlog bij de marine opgesteld en werd arrangeur voor de Navy-band die was gestationeerd op het Naval Station Great Lakes, voordat hij van 1944 tot 1946 de staf-orkestrator werd van de U.S. Navy School of Music in Washington D.C.
Na de oorlog begon Henderson een lange professionele samenwerking met een aantal muzikale notabelen uit die tijd, waaronder Duke Ellington, Lena Horne, Jule Styne en Richard Rodgers. Met name onderhield Henderson een langdurige pre-professionele relatie met Ellington, omdat hij als kind buren was van de familie Ellington en een schoolvriend met zijn zoon Mercer. Henderson ging verder als klassieke orkestrator voor Ellingtons symfonische werken en kreeg de bijnaam Ellingtons 'klassieke arm' te zijn.

### Broadway
Hendersons eerste uitstapje naar Broadway-theater was Ellingtons Beggar's Holiday, waar hij samen met Billy Strayhorn als co-orkestrator diende. Daarna was hij orkestrator, arrangeur en muzikaal leider van meer dan vijftig Broadway-musicals, waaronder Lena Horne: The Lady and Her Music, Flower Drum Song, Funny Girl, No, No Nanette, Purlie, Ain't Misbehavin' naar de muziek van Fats Waller en Jelly's Last Jam over Jelly Roll Morton.
Henderson maakte bovendien zijn Broadway-songwriting-debuut met Jelly's Last Jam en ontving in 1992 een Tony Award-nominatie voor «Best Original Score», samen met tekstschrijver Susan Birkenhead.

### Andere werken
Vanaf de jaren 1950 werkte Henderson ook veel voor televisie, waaronder The Ed Sullivan Show, The Bell Telephone Hour en specials voor Dean Martin, Carol Burnett, Andy Williams en Victor Borge. Hij werd genomineerd voor een Emmy Award voor zijn werk aan de televisiepresentatie van Is't Misbehavin.
Henderson diende als muzikaal leider voor actrice Polly Bergen en Victor Borge en arrangeerde muziek voor vele populaire zangers, waaronder Robert Goulet, Nancy Wilson, Ben Vereen, Sandler and Young, Leslie Uggams, Eartha Kitt, Diahann Carroll, Dinah Shore, Eileen Farrell, Juliet Prowse en Liza Minnelli. Hij trad op als 'The Professor' in de kindertelevisieshow Joya's Fun School.
Hendersons arrangementen van Ellingtons muziek werden in 1999 opgenomen door het City of Birmingham Symphony Orchestra. De opname was getiteld Classic Ellington. Een jaar later werd het werk in de Carnegie Hall uitgevoerd door het St. Luke's Orchestra. De uitvoerende jazzmuzikanten waren Clark Terry, Dianne Reeves en Regina Carter.
In de loop van twee decennia arrangeerde Henderson meer dan honderd stukken voor Canadian Brass. Het album Take the "A" Train van de band met Ellingtons muziek werd in 2000 genomineerd voor een Grammy Award. Henderson nam ook zes albums op als leider van het Luther Henderson Orchestra.

## Onderscheidingen en erkenning
Henderson werd tweemaal genomineerd voor Broadway's Tony Award: in 1992 voor «Best Original Score» voor Jelly's Last Jam en in 1997 voor «Best Orchestrations» voor Play On!. Hij ontving de Drama Desk Award voor «Outstanding Orchestrations» voor zijn werk aan Jelly's Last Jam. Andere erkenningen zijn onder meer de AUDELCO Pioneer Award in 2002, uitgereikt samen met zijn vrouw, actrice Billie Allen. Hij ontving postuum een Jazz Masters Award van de National Endowment for the Arts in 2004. In 2008 richtte Juilliard School of Music, Hendersons alma mater, het Luther Henderson Scholarship Fund op.

## Overlijden
Na een lange strijd tegen kanker overleed Henderson op 29 juli 2003 op 84-jarige leeftijd. Hij werd overleefd door zijn vrouw, actrice Billie Allen, drie kinderen, waaronder The Electric Company-actrice Melanie Henderson, Denson B. Henderson en Dr. Luther L. Henderson III, hoogleraar muziek en geesteswetenschappen aan het Los Angeles City College, twee stiefkinderen, twee kleinkinderen, een stiefkleinkind en een achterkleinkind.
- Biblioteca Nacional de España: XX892933
- Bibliothèque nationale de France: cb13943394p (data)
- CiNii: DA16466221
- Gemeinsame Normdatei: 134682130
- International Standard Name Identifier: 0000 0000 8356 2201
- Library of Congress Control Number: n92067641
- MusicBrainz: 9f420a62-e5bb-46c1-8c32-3b209e3196e7
- Nationale Bibliotheek van Israël: 987007448700305171
- Nederlandse Thesaurus van Auteursnamen: 391122681
- SNAC: w60s12zh
- Virtual International Authority File: 10038584
- WorldCat: E39PBJxd36ykhjDFrcV8M4KTpP